# Schlenk SE
Die Schlenk SE, meist kurz als Schlenk bezeichnet, ist ein metallverarbeitendes Unternehmen der Chemiebranche mit Sitz in Barnsdorf (Roth) in Bayern. Es stellt Metallpulver, Effektpigmente sowie Metallfolien für unterschiedliche Einsatzzwecke her. Seit der Gründung befindet es sich in Familienbesitz. Die Aktiengesellschaft ist nicht börsennotiert.

## Geschichte
Das Unternehmen wurde 1879 von Carl von Schlenk-Barnsdorf gegründet. Er investierte in die insolvente Zainmetallschlägerei Weiss & Feyertag in Barnsdorf und baute so sein eigenes Geschäft auf. Schlenk vergrößerte sein Unternehmen, nahm 1892 die Aluminiumpulver-Fertigung auf und brachte sein Unternehmen fünf Jahre später an die Börse.
Anfang des 20. Jahrhunderts wurde der erste Produktionsstandort im Ausland in den Vereinigten Staaten eröffnet, der aber 1920 enteignet wurde. Nach dem Ersten Weltkrieg übernahmen Carl Schlenks Söhne Arthur und Wilhelm die Unternehmensleitung. 1928 erwarb Schlenk ein Walzwerk im nahen Bernlohe und begann mit der Herstellung von Metallfolien.
1957 übernahm Günter von Schlenk-Barnsdorf in dritter Generation die Geschäftsführung. Am Standort Barnsdorf wurde Mitte der 1960er Jahre die Modernisierung und der Ausbau einer neuen Fertigungstechnik für Porenbetonaluminiumpulver abgeschlossen. Es wurden Niederlassungen in den USA, Frankreich und Brasilien gegründet. In den Jahren 1992 und 1998 wurden zwei Werke in Bojkovice (Tschechien) und Kamnik (Slowenien) von Schlenk übernommen.
Mitte der 1990er Jahre wurde Joachim von Schlenk-Barnsdorf neuer Vorstand des Familienunternehmens. 1999 eröffnete das Unternehmen in Bitterfeld einen weiteren Standort. Ebenfalls im 20. Jahrhundert wurde ein Goldbronze-Werk in Rothenbruck übernommen.
Im Jahr 2004 errichtet Schlenk ein eigenes Pigmentwerk in der Jiangsu-Provinz in der Volksrepublik China. 2008 begann die Produktion in Taixing. Im Juni 2020 wurde die Produktion dort eingestellt und die Niederlassung abgewickelt. In China ist das Unternehmen noch mit zwei Niederlassungen in Shanghai und Hongkong vertreten.
Im Jahr 2020 erwarb Schlenk das Unternehmen API Lawrence in Lawrence, Kansas, USA. Der Hersteller von speziellen metallisierten Folien war vorher ein Zulieferer von Schlenk, wird am bestehenden Ort weitergeführt und bildet so einen weiteren Standort von Schlenk in Nordamerika. 2023 erfolgte die Umwandlung in eine europäische Aktiengesellschaft (SE).

## Unternehmen
Das Unternehmen verarbeitet Aluminium, Kupfer und Kupferlegierungen sowie weitere NE-Metalle und ist industrieller Zulieferer von Firmen der Elektronik-, Batterie-, Solar- und Chipindustrie, der Lack- & Kunststoffindustrie, Druck- & Graphischer Industrie, Baustoff- & Chemischer Industrie sowie der Werkstoffindustrie.
Das Geschäft ist in die Sparten Schlenk Metallic Pigments, Schlenk TAF (Technische Aluminiumflakes) und Schlenk Metallfolie geteilt.
Die Produkte werden weltweit vertrieben. Es gibt Produktionsstandorte in Europa und den USA, anwendungstechnische Abteilungen in Deutschland, USA, China und Südostasien, sowie ein weltweites Vertriebs- und Servicenetzwerk mit ca. 100 Vertretungen. Schlenk hat eine Exportquote von über 72 %.
Die ca. 900 Mitarbeiter verteilen sich weltweit wie folgt:
- Deutschland 75 %
- Resteuropa 15 %
- Asien 6 %
- Amerika 4 %

Das Unternehmen ist nach den DIN ISO 9001:2015 und DIN ISO 14001:2015 zertifiziert, Mitglied im UN Global Compact, im Umweltpakt Bayern sowie bei der Nachhaltigkeitsinitiative [Chemie³].
Für die Metallinterferenzpigmente Zenexo® ist die SCHLENK Metallic Pigments GmbH mit dem 3. Hauptpreis bei der Vergabe des Innovationspreis Bayern 2022 ausgezeichnet worden.

## Produkte
Der Unternehmensbereich Metallfolien stellt Metallfolien aus Kupfer, Kupferlegierungen, Nickel, Neusilber, Widerstandslegierungen und Feinsilber her, die teilweise in extrem dünner Ausprägung zum Einsatz kommen. Das Anwendungsspektrum der Metallfolien reicht von photovoltaischen Solarmodulen, Lithium-Ionen-Batterien, Spezialbatterien, Wärmetauschern, Oberflächenveredelungen über Sicherungen, Kondensatoren, Transformatoren, Elektronik, Medizintechnik, flexiblen Leiterplatten bis zu Spezialkabeln und flexiblen Flachkabeln für die Automobiltechnik.
Neben Metallfolien spielen auch Metallpigmente und Metallpulver eine große Rolle. Die Metallpigmente werden aus Aluminium und unterschiedlichsten weiteren Metalllegierungen produziert. Die produzierten Aluminium-, Goldbronzepigmente und hochglänzende Folienpigmente (Vacuum Metallized Pigments, VMP) werden in der Lack- und [Kunststoff]industrie eingesetzt, vornehmlich, um metallische Optik und Effekte zu erzielen (z. B. Automobillackierungen, Coil Coatings und Can Coatings, Kunststoffbeschichtungen, Industrielacke, Pulverlacke, Masterbatches, Functional Coatings wie z. B. Korrosionsschutz, Schiffsgrundierungen, Dachbeschichtungen, Reflexions-, Barriere- und Abschirmbeschichtungen). Auch in der Druckindustrie werden Metallpigmente von Schlenk für Gold-, Silber- und Metalleffekte, beispielsweise für Verpackungsgestaltung mit Metalleffekten, eingesetzt. Das Sortiment erstreckt sich im Bereich Druck- und Lackindustrie von Metallpigmenten bis hin zu fertigen Druckfarben.
Schließlich finden verschiedene Aluminiumpulver und -pasten mit technisch-funktionaler Anwendung auch in der Bauindustrie (Porenbeton aufgrund der hohen Wärmedämmung, leichter Verarbeitbarkeit und niedrigen Rohdichte), der Werkstoffindustrie (luftverdüste Kupfer- und Kupferlegierungspulver) sowie teilweise auch der chemischen Industrie (pyrotechnische Erzeugnisse, Explosivstoffe) Verwendung.
Zunehmende Bedeutung erlangt der Bereich der Solarenergie. Neben Verbindern für Kristalline- und Dünnschichtmodule wird mit dem Zellenverbinder Light Harvesting String beabsichtigt, die Effektivität der Solarmodule durch Vermeidung von Abschattung zu verbessern. Für den Bereich Kosmetikindustrie liefert Schlenk Pigmente für verschiedene, vor allem metallische, optische Effekte.

## Tochtergesellschaften
- Schlenk Metallic Pigments GmbH
- Schlenk Metallfolie GmbH